# ليوناردو (قصة قصيرة)
«ليوناردو» هي قصة قصيرة كُتبت بقلم الكاتب الروسي فلاديمير نابوكوف في برلين في صيف عام 1933. ونُشرت لأول مرة تحت عنوان Korolyok في Posledniye Novosti في باريس وفي نفس العام، كذلك نُشرت في عام 1956 كجزء من مجموعة Vesna v Fialte . علاوةً على ذلك تُرجمت إلى اللغة الإنجليزية من قبل المؤلف وابنه دميتري نابوكوف، ثم دُمجت في مجموعة «جمال روسي وقصص أخرى» ونشرت في عام 1971.

## الحبكة
يجمع الراوي عناصر القصة، ويكشف عن الشخصيات وهم: القاتلان غوستاف وأخيه أنطون عربيدان ألمانيان، والمستأجر الجديد روماتوفسكي حيث انتفل ومعه كومة من الكتب. ومن الجلي أن روماتوفسكي والأشقاء متناقضان، فأثار روماتوفسكي فضول الأخوين، فمن ذا الغارقُ بين الكتب، ونتيجة لذلك حاولوا استمالته وزيارته ويرقباه عن كثب ويناولانه غليونا وكأسا من الخمر ليجعلاه مخمورا لعله يخبرهم من هو. أخيرًا، يستعين غوستاف بخطيبته آنا ليقع في شباكها. فانطالت الخدعة على رومانتوفسكي وخرجا لمشاهدة فيلم، وبعد الفيلم، اعترضهم غوستاف وأنطون، وشرع غوستاف في «تلقينه درسًا» من أجل الخروج مع فتاته. وفيما بعد اغتيل رومانتوفسكي. وكشفت تحقيقات الشرطة في شقته أنه مزور - «ليوناردو (من اسم الرسام الشهير)». يدهش الراوي عندما يعلم ذلك، معتقدًا أنه كان شاعرًا، ويحبط ويخيب أمله لأنه يرى الأشياء التي جمعها من أجل القصة تختفي.

## تعليقات
كٌتبت القصة في ذات العام الذي استولى فيه هتلر على السلطة سنة 1933، ويعكس وصف نابوكوف للأخوين نهج وأساليب القتلة النازيين. وشخصية روماتوفسكي غريبة إذ يظهر في مستهل القصة كأديب، ولكن مع تقدم الأحداث يتضح أنه مجرمًا وفقًا لتقرير الشرطة. لا تقدم القصة أي دليل يشير إلى أن محضر الشرطة تم التلاعب به، وأيضا لا يوجد دليل على أن الشرطة تبحث عن القاتل. يشعر القاتل بالغش من قبل الضحية عندما باعه الغليون ودفع له نقوداً مزورة. الراوي غير جدير بالثقة، فهو يجمع العناصر، ويطرح القصة، ويشمئز شخصيًا من قبل الإخوة («المادة البرازية تحل محل الدماغ البشري»)، ومع ذلك، على الرغم من أن الراوي / الخالق يظهر المعرفة بكل شيء، فإنه يشير في النهاية إلى أنه مندهش من أنشطة «ليوناردو».